# Goodwin Fire
El Goodwin Fire fue un incendio forestal que quemó 28 516 acres (11 540 ha) en el estado estadounidense de Arizona durante 16 días, del 24 de junio al 10 de julio de 2017. El fuego destruyó 17 viviendas y dañó otras 19 estructuras, pero no hirió ni mató a cualquier bombero o civil. Los investigadores no determinaron ninguna causa particular del incendio.
El incendio fue detectado por primera vez el 24 de junio de 2017 por una patrulla de bomberos de dos hombres que vio humo en las montañas Bradshaw cerca de Prescott. Beneficiándose del chaparral tranquilo y los fuertes vientos, el fuego se propagó rápidamente y forzó la evacuación de varios municipios dentro del condado de Yavapai y el cierre de la ruta 69 del estado. A pesar de que los aviones de extinción de incendios fueron puestos a tierra dos veces por drones civiles que operaban en el área quemada, los bomberos lograron un rápido progreso para contener la propagación del fuego después del 28 de junio. El fuego se contuvo por completo el 10 de julio y tuvo consecuencias ambientales duraderas.

## Antecedentes
Los incendios forestales son una parte natural del ciclo ecológico del suroeste de los Estados Unidos. El Goodwin Fire fue uno de los 2321 incendios forestales que quemaron un total de 429 564 acres (173 838 ha) en Arizona en 2017. El estado esperaba una temporada de incendios "normal" en sus bosques, pero un alto potencial en las praderas del sur del estado debido a las altas temperaturas, la baja humedad y la abundancia de combustibles. Para agosto de 2017, los incendios forestales habían quemado la mayor cantidad de tierra desde la temporada de 2011. En mayo de 2018, el Instituto de Restauración Ecológica de la Universidad del Norte de Arizona publicó un estudio de la temporada de incendios forestales de 2017 en Arizona y Nuevo México y observó que se había quemado más tierra en Arizona que el promedio de los diez años anteriores. Se estudiaron once incendios, de los cuales diez estaban en Arizona e incluían el incendio de Goodwin.

## Fuego
Aproximadamente a las 4:00 p. m. (MST), el 24 de junio de 2017, una patrulla de bomberos de dos hombres que monitoreaba las montañas Bradshaw observó una columna de humo que se elevaba desde un lugar a unas 14 millas (23 km) al sur de Prescott , en el condado de Yavapai, Arizona. La pareja informó del incendio y comenzó a cavar un cortafuegos ; las unidades de extinción de incendios llegaron dos horas después y comenzaron los esfuerzos de extinción de incendios. Alimentado por crecimientos imperturbados de matorrales secos (chaparral) y fuertes vientos, y con equipos de bomberos perjudicados por el terreno difícil, el fuego creció de 150 acres (61 ha) el 24 de junio a 25 000 acres (10 000 ha) el 29 de junio. Los funcionarios del condado de Yavapai emitieron advertencias sobre el humo que salía del fuego el 29 de junio.
En respuesta a la rápida propagación del incendio de Goodwin, todos los caminos dentro o que conducían al área quemada se cerraron el 26 de junio y las comunidades de Mayer y Breezy Pines fueron evacuadas al día siguiente. El 27 de junio, la ruta 69 del estado de Arizona (SR 69) se cerró entre Prescott y la interestatal 17 y los residentes de Walker , Potato Patch , Mountain Pine Acres y Mount Union recibieron avisos de evacuación preventiva. Doug Ducey, el gobernador de Arizona , declaró el estado de emergencia en el condado de Yavapai al día siguiente, y aseguró recursos estatales y federales adicionales para contener el incendio de Goodwin. Ducey visitó Dewey–Humboldt y el perímetro del incendio el 29 de junio para reunirse con los bomberos y los evacuados.
Para el 29 de junio, la contención de la propagación del incendio Goodwin se estimó en un 43%. Se levantaron las órdenes de evacuación para los residentes de Mayer, al igual que todas las órdenes de evacuación preventiva. SR 69 reabrió el 30 de junio. Los aviones de extinción de incendios fueron puestos a tierra el 28 de junio por un dron civil que volaba sobre el área quemada, un crimen en Arizona por el cual el operador del dron fue arrestado el 1 de julio. El operador fue acusado el 7 de julio de obstaculizar los esfuerzos de extinción de incendios, pero los cargos se retiraron el 18 de agosto. El 4 de julio, cuando aviones no tripulados civiles volvieron a dejar en tierra los aviones de extinción de incendios. , el Goodwin Fire había crecido a 28,508 acres (11,537 ha) pero había sido contenido en un 91%. El fuego fue completamente contenido el 10 de julio.